# Willi Heitkamp
Willi Heitkamp (* 13. März 1903 in Röhlinghausen, heute Stadt Herne; † 16. November 1988) war ein deutscher Politiker und Landtagsabgeordneter (CDU).

## Leben und Beruf
Nach dem Besuch der Volksschule war er bis 1930 als Bergmann tätig. Von 1927 bis 1930 war er für die Gewerkschaft christlicher Bergarbeiter Betriebsratsmitglied. Er besuchte zwei Jahre die Fachschule für Wirtschaft und Verwaltung in Bochum. Bis 1933 war er Arbeitersekretär der Katholischen Arbeitnehmer-Bewegung in Dortmund. Von 1933 bis 1964 war er Diözesansekretär der Katholischen Arbeitnehmer-Bewegung im Erzbistum Paderborn. Er beteiligte sich an der Gründung des Weltnotwerkes und war von 1956 bis 1962 dessen Vorsitzender in Wanne-Eickel.

## Partei
Von 1922 bis 1933 war Heitkamp Mitglied des Zentrums und des Windthorstbundes. 1927 wurde er Vorsitzender des Arbeiterbeirats der Zentrumspartei in Wanne-Eickel. Nach dem Zweiten Weltkrieg wurde er Mitglied der CDU.

## Abgeordneter
Von 1928 bis 1930 und von 1946 bis 1961 war Heitkamp Mitglied im Stadtrat der Stadt Wanne-Eickel. 1947/48 gehörte er dem Zonenbeirat für die Britische Besatzungszone an.
Vom 27. November 1961, als er für den verstorbenen Fritz Vomfelde nachrückte, bis zum 20. Juli 1962 und vom 12. August 1965, als er für den verstorbenen Ferdinand Pöppinghaus nachrückte, bis zum 23. Juli 1966 war Heitkamp Mitglied des Landtags des Landes Nordrhein-Westfalen. Er rückte jeweils über die Reserveliste der CDU nach. Bereits vor seiner Abgeordnetentätigkeit hatte ihn der Landtag zum Mitglied der zweiten (1954) und der dritten (1959) Bundesversammlung gewählt.